# محمد غازي الجلالي
محمد غازي الجلالي (ولد 1389 هـ / 1969 م) مهندس مدني وسياسي سوري شغل منصب رئيس مجلس الوزراء في سوريا من 23 سبتمبر (أيلول) إلى 10 ديسمبر (كانون الأول) 2024. وهو آخر مَن شغل هذا المنصب في عهد بشار الأسد. بعد سقوط نظام الأسد في 8 كانون الأول بقي الجلالي في دمشق ونقل السلطةَ مع قائد إدارة العمليات العسكرية أحمد الشرع من المؤسسات الحكومية إلى الثوار، ليحلَّ محلَّه محمد البشير رئيسًا للوزراء في 10 ديسمبر (كانون الأول).
شغل سابقًا منصب وزير الاتصالات والتقانة في حكومة وائل الحلقي الثانية، من 10 أغسطس (آب) 2014 حتى 3 يوليو (تَمُّوز) 2016.

## ولادته وتحصيله
وُلد محمد غازي الجلالي في دمشق، يوم السبت 4 المحرَّم 1389هـ الموافق 22 مارس (آذار) 1969م. 
حصل عام 1992 على شهادة (بكالوريوس) في الهندسة المدنية، وأكمل دبلوم دراسات عُليا في الهندسة المدنية من جامعة دمشق في عام 1994. كما حصل على درجة الماجستير في الهندسة المدنية في عام 1997، ودرجة الدكتوراه في اقتصاديات الهندسة من جامعة عين شمس في القاهرة في عام 2000.

## سيرته المهنية
عمل محمد غازي الجلالي مساعدًا لوزير الاتصالات والتقانة من عام 2008 حتى تولى الوزارة في 10 أغسطس 2014، ورئيسًا لمجلس إدارة المؤسسة العامة للبريد خلال نفس الفترة، وعضوًا في مجلس إدارة المؤسسة العامة للنقل البري من عام 2005 حتى 2013.
كما كان عضوًا في المجلس الأعلى للتعليم العالي في وزارة التعليم العالي من عام 2008 حتى تعيينه وزيرًا للاتصالات والتقانة، وهو أستاذ مساعد في جامعة دمشق.
تولى الجلالي منصب وزير الاتصالات والتقانة من 10 أغسطس 2014 حتى 3 يوليو 2016 في الحكومة الثانية وائل الحلقي. بعد مغادرته الوزارة، تولى منصب رئيس مجلس أمناء صناع الجودة العرب منذ أبريل 2019، وأصبح رئيسا للجامعة السورية الخاصة منذ 11 سبتمبر 2023 حتى تعيينه رئيسًا للوزراء.
مستشار وخبير في العديد من الأعمال في القطاعين العام والخاص في سورية، ومشارك في إنجاز العديد من المشروعات الهندسية الكبرى في سورية. خضع لدورات تدريبية في مجالات الاقتصاد الهندسي وإدارة العقود الهندسية والتحكيم الهندسي وإدارة المشاريع الهندسية في سورية وبعض الدول العربية، وتقديم العديد من الأوراق العلمية والبحوث في المؤتمرات والندوات في سورية وبعض الدول العربية أيضًا.

## رئيس وزراء سوريا
في 14 سبتمبر 2024، أصدر رئيس سوريا بشار الأسد مرسومًا بتعيين الجلالي لتشكيل الحكومة في سوريا.

### سقوط نظام الأسد
في 8 ديسمبر 2024، اعترف جلالي بسقوط نظام الأسد وأعلن أنه يمد يده للمعارضة، مؤكدًا على ضرورة الحفاظ على مؤسسات الدولة. أعلن أبو محمد الجولاني، قائد هيئة تحرير الشام، أن جلالي سيترأس الحكومة بشكل مؤقت حتى يتم تشكيل ترتيب حكومي جديد. في وقت لاحق من نفس اليوم، دعا جلالي إلى إجراء انتخابات حتى يتمكن الشعب السوري من اختيار قادته الجدد. وأكد أن جبهة تحرير الشام تواصلت مع القادة وأكد المسلحون أنه لن يكون هناك قمع. كما قال جلالي إنه هو و18 وزيرًا آخرين اتخذوا قرارهم المبدئي بالبقاء في دمشق وعدم مغادرة البلاد. وفي نفس اليوم، نُشر فيديو يظهر جلالي ويُرافقه مسلحو جبهة تحرير الشام في دمشق.